# نات (استديو)
شركة نات المحدودة (باليابانية: 株式会社ナット، بالروماجي: Kabushiki-gaisha Natto) هو استوديو رسوم متحركة ياباني، تأسس في عام 2017، ويقع مقره في مدينة سوغينامي في طوكيو.

## أعمال الاستوديو

### مسلسلات أنمي تلفزيونية
| العنوان            | المخرج                        | تاريخ بداية العرض | تاريخ نهاية العرض | عدد الحلقات | المراجع |
| ------------------ | ----------------------------- | ----------------- | ----------------- | ----------- | ------- |
| ملحمة تانيا الآثمة | يوتاكا أويمورا                | 6 يناير 2017      | 31 مارس 2017      | 12          | [ 2 ]   |
| FLCL Alternative   | يوتاكا أويمورا كيوتاكا سوزوكي | 8 سبتمبر 2018     | 13 أكتوبر 2018    | 6           | [ 3 ]   |
| ديكا دينس          | يوزورو تاتشيكاوا              | 8 يوليو 2020      | 23 سبتمبر 2020    | 12          | [ 4 ]   |

### الأفلام
| العنوان                    | المخرج        | تاريخ العرض   | المراجع |
| -------------------------- | ------------- | ------------- | ------- |
| ملحمة تانيا الآثمة: الفيلم | يوتاكا أومورا | 8 فبراير 2019 | [ 5 ]   |

## وصلات خارجية
- الموقع الرسمي باللغة اليابانية